# Tynelia pubescens
Tynelia pubescens är en insektsart som beskrevs av Fabricius. Tynelia pubescens ingår i släktet Tynelia och familjen hornstritar. Inga underarter finns listade i Catalogue of Life.